# Jan C. Heesterman
Johannes Cornelis Heesterman (Amsterdam, 10 novembre 1925 – Leida, 14 aprile 2014) è stato un indologo e storico delle religioni olandese, professore all'Università di Leida.

## Biografia
Si è laureato in Hindi e culture indiane all'Università di Utrecht dove nel 1957 ha preso anche un master sotto la supervisione di J.Gonda. 
Dal 1958 al 1961 ha vissuto in India partecipando al progetto di un dizionario storico in sanscrito. Quindi è rientrato ad Utrecht ad insegnare all'università, dal 1964 al 1990 è stato docente  all'Università di Leiden di storia linguistica e culturale dell'Asia del Sud dopo l'invasione islamica. Sino alla sua morte è stato professore emerito di quella università. 

## Opere principali
- Il mondo spezzato del sacrificio. Studio sul rituale nell'India antica (The broken world of sacrifice: an essay in ancient Indian ritual, 1993, Chicago; trad. it. Milano, Adelphi, 2007).
- The Inner Conflict of Tradition: Essays in Indian Ritual, Kingship, and Society (1985, Chicago).